# Cardepia pedrosai
Cardepia pedrosai är en fjärilsart som beskrevs av Monteiro 1972. Cardepia pedrosai ingår i släktet Cardepia och familjen nattflyn. Inga underarter finns listade i Catalogue of Life.